# 佐藤京香
佐藤 京香（さとう きょうか、1998年10月2日 - ）は、日本の女子バスケットボール選手である。ポジションはフォワード。福島県出身。

## 来歴
福島西高校から白鷗大学を経て、2021年1月、トヨタ自動車アンテロープスにアーリーエントリーとして加入。
同年開催予定だったワールドユニバーシティゲームズ日本代表候補に選ばれている。
2023年、アランマーレ秋田に移籍。
2025年、アランマーレを退団。

## 経歴
- 福島西高 - 白鷗大 -トヨタ自動車（2021年〜2023年） - アランマーレ秋田（2023年 - 2025年）